# San Niccola fra le Immagini (titre cardinalice)
Ne doit pas être confondu avec San Nicola in Carcere (titre cardinalice).
Le titre cardinalice de « San Niccola fra le Immagini » a été érigé par le pape Sixte IV en 1477. Il correspondait probablement à l'ancienne église « San Niccolò del Colosseo » (en français : « de Saint-Nicolas du Colisée »). Le titre a été aboli par le pape Sixte V le 13 avril 1587 avec sa constitution apostolique Religiosa.

## Titulaires
- Pietro Foscari (1477-1485)
  - Vacant (1485-1493)
- Domenico Grimani (1493-1503)
- Melchior von Meckau (1503-1507)
- Carlo Domenico del Carretto (1507-1513)
- Paolo Emilio Cesi (1517-1534)
  - Vacant (1534-1557)
- Alfonso Carafa (1557-1558)
- Giovanni Battista Consiglieri (ou Ghisleri) (1558-1559)
  - Vacant (1559-1561)
- Bernardo Navagero (1561-1562), en commende (1562-1565)
- Francesco Abbondio Castiglioni (1566-1568)
- Vincenzo Giustiniani, O.P. (1571-1579)
  - Vacant (1579-1587)

## Source
- (it) Cet article est partiellement ou en totalité issu de l’article de Wikipédia en italien intitulé « San Nicola fra le Immagini (titolo cardinalizio) » (voir la liste des auteurs).